# Ghost Dog – Der Weg des Samurai
Ghost Dog – Der Weg des Samurai ist eine Koproduktion amerikanischer, deutscher und französischer Produktionsfirmen aus dem Jahr 1999. In dem Film von Jim Jarmusch spielt Forest Whitaker den mysteriösen Ghost Dog, einen afroamerikanischen Auftragsmörder im Dienst der Mafia, der den alten Kodex der Samurai befolgt. In den deutschen Kinos lief der Film am 6. Januar 2000 an.

## Handlung
Der Film erzählt die Geschichte des Auftragskillers „Ghost Dog“, der für das Mafiamitglied Louie Mordaufträge erfüllt. Der introvertierte Taubenfreund Ghost Dog lebt in einem bescheidenen Zimmer auf dem Dach eines Hochhauses. Sein bester Freund ist Raymond, ein Eisverkäufer, mit dem er sich sprachlich nicht verständigen kann, weil dieser nur Französisch spricht. Ghost Dog und Louie halten mit Hilfe von Brieftauben nur sporadisch Kontakt. Ghost Dog folgt dem „Weg des Samurai“, dessen Grundsätze er aus einem Buch mit dem Titel Hagakure bezieht.
Louie erteilt Ghost Dog den Auftrag, ein Mitglied des eigenen Clans, Handsome Frank, umzubringen, weil dieser sich mit Louise, der Tochter des Chefs Ray Vargo, eingelassen hat. Ghost Dog führt den Auftrag gewissenhaft aus; Louise hält sich aber wider Erwarten bei Handsome Frank auf und wird Zeugin des Mordes. Obwohl Ghost Dog Louise nicht umbringt, wird Louie von Vargo und dessen rechter Hand, Sonny Valerio, herbeizitiert. Sie eröffnen ihm, dass der Killer von Handsome Frank sterben müsse, da dieser ein Made Man gewesen sei. Nachdem sie Louie über Ghost Dog ausgefragt haben, werden die Mitglieder des Clans beauftragt, Ghost Dog zu töten.
Ghost Dog sieht Louie als seinen Herrn an und gehorcht ihm bedingungslos. Bei einem Treffen rettet Ghost Dog Louie das Leben, schießt ihn aber auch an, damit Louie sein Gesicht und folglich seine Ehre gegenüber den anderen Mafiamitgliedern nicht verliert. In Rückblenden erklärt sich die Ergebenheit des Großstadtsamurai gegenüber seinem Herrn: Louie hat Ghost Dog vor Jahren bei einer zufälligen Begegnung das Leben gerettet. An die Szene der Rettung erinnern sich die beiden aber unterschiedlich. Ghost denkt, Louie hätte ihn vor der Exekution durch Straßenräuber gerettet, während sich Louie an eine Situation erinnert, in der er zuerst sein eigenes Leben gerettet hat.
Nachdem die Mafiamitglieder die Behausung von Ghost Dog verwüstet und sämtliche Tauben getötet haben, beschließt Ghost Dog Rache. Dies kündigt er dem Clan durch eine Nachricht an, die eine Brieftaube überbringt. Er folgt dem Clanchef zu dessen Landsitz vor der Stadt und erwartet dort die Ankunft von Ray Vargo und dessen Tochter. Zunächst sieht es so aus, als wolle er nur Ray Vargo aus dem Hinterhalt erschießen. Als sich aber im entscheidenden Moment ein Vogel vor das Zielfernrohr seines Gewehrs setzt und dies verhindert, geht er zum Frontalangriff über und greift die Bande direkt auf ihrem Landsitz an. Er macht mit allen, die sich ihm in den Weg stellen, kurzen Prozess. Am Leben lässt er Vargos Tochter und Louie (dieser wird aber wieder angeschossen), ein Mafioso überlebt schwer verletzt. Auf der Rückfahrt trifft Ghost Dog auf zwei Wilderer, die gerade einen Bären erschossen haben. Er weist sie darauf hin, dass alte Kulturen den Bären als gleichrangig neben dem Menschen angesehen haben. Als einer der Wilderer Ghost Dog mit seiner Waffe bedroht, erschießt er die beiden. Louie, der schwerverletzte Mafiakiller und Vargos Tochter fahren in die Stadt, um die Verletzungen ärztlich versorgen zu lassen. Bei einer Kontrolle erschießen sie eine Polizistin, der der Wagen mit dem angeschossenen Beifahrer auffällt. Der Schwerverletzte stirbt kurz vor Erreichen der Stadt. Ghost Dog tötet Sonny Valerio und dessen Kumpan etwas später in dessen Haus in der Stadt.
In Vorahnung seines Endes gibt Ghost Dog seinem Freund Raymond einen Aktenkoffer, in dem sich sein Handwerkszeug und sein Geld befinden, als er erfährt, dass Louie nach ihm gefragt hat. Pearline, einem kleinen Mädchen, mit dem er sich angefreundet hat, übergibt er sein Buch Hagakure. Dann erscheint Louie wieder und es kommt zum Showdown zwischen den beiden. Ghost Dog tut so, als wolle er sich verteidigen, und Louie gibt drei Schüsse ab. Er stirbt bereitwillig für seinen Herrn. Als Louie wegfährt, zeigt sich, dass nicht er, sondern Louise mittlerweile den Clan anführt und Chefin geworden ist.
In der letzten Szene wird Pearline gezeigt, wie sie in dem Buch Hagakure liest und nachdenklich aus dem Fenster schaut. Das Letzte, was man hört, ist ein von ihr aus dem Buch vorgelesenes Zitat, in dem das Ende aller Dinge vorausgesagt wird. Damit enden auch der Film und Ghost Dogs Geschichte.

## Kritik
Das Lexikon des internationalen Films schrieb, der Film sei ein „stellenweise atmosphärischer und nachdenklicher Genrefilm mit einem charismatischen Hauptdarsteller“. Die Handlung gleite allerdings „allzu oft […] ins Groteske ab“, was „die guten gesellschaftskritischen Ansätze“ verspiele.
Wie auch in Jarmuschs Filmen Dead Man und Down by Law dreht sich die Handlung um Außenseiter der Gesellschaft, die in einer Art Parallelwelt leben. Jarmusch geht dabei insbesondere auf die Konsequenzen einer bedingungslosen Hingabe des eigenen Ichs an ein ideologisches oder religiöses Ideal ein. Die Handlungen wurden dabei jedoch sehr unterschiedlich konzipiert. Während einige Kritiker in dem Film eine respektvolle Hommage an die Kultur der Samurai erkannt haben wollen, deuteten andere den Film als scharfe Kritik ebendieser Aufgabe des eigenen Selbst.
Dietrich Kuhlbrodt bemängelte die in seinen Augen „einfältige Ethikbotschaft“ des Films. Jarmusch habe „diverse Kulturen gemixt und daraus eine Simple-Mind-Story gemacht“. Gleichwohl lobte er den lakonischen Stil des Regisseurs sowie die Arbeit des Kameramanns Robby Müller. Jörg Lau beschrieb den Film als Zeitlupenthriller, bei dem der Weg das Ziel sei. Der Film gleite ebenso wie seine Hauptfigur dahin, daraus sei eine „bruchfreie Bild-und-Ton-Sinfonie“ entstanden. Andere würdigten Ghost Dog als ungewöhnliche Mischung aus Poesie und Trash in der Machart von Tarantinos Pulp Fiction. Jarmusch formt daraus eine Reminiszenz an Melville und eine Persiflage auf Gangster-Streifen aus Hollywood-Produktion und auch Kampf- und Haudrauf-Trash à la Bruce Lee und Jackie Chan. Davon zeugen etwa die Slow-Motion-Kampfszenen.
- „Alles scheint schräg in Jarmuschs Geschichte […] Diese Welt des Ghost Dog scheint wie ein Traum. […] in sich abgeschlossen, aber auch in sich logisch strukturiert“ (Ulrich Behrens[7])

- „Voller Momente erstickter Heiterkeit […] Die wirkliche Action findet […] statt, wenn Whitaker auf der Leinwand nichts tut, das aber enorm ausdrucksstark.“ (Kim Newman: Empire[8])

- „Jarmuschs Filme lassen sich als Fortsetzungen sehen, die alle dasselbe Thema haben: die Lebensreise. […] nichts scheint selbstverständlicher als [..Ghost Dogs] schwingender Gang durch New York auf dem Weg zum nächsten Auftrag und die vorangehende Lektüre im Hagakure […Jarmuschs] Killer sind im Grunde sanftmütige Menschen.“ (Frame 25[9])

- „Untote die nicht sterben können, weil sie ihre Reise zum Totenfluss erst noch vollenden müssen. […] Kein Amerikaner traf Mitte der 80er besser den hiesigen, zwischen Antiamerikanismus und postmoderner Innerlichkeit[10] schillernden Zeitgeist […] Trotz aller Manierismen, trotz einer künstlichen Naivität, die immer penetrant und meistens unglaubwürdig wirkt, trotz seinem öden Kulturpessimismus ist Jarmusch inzwischen gelassener geworden und hat wesentlich mehr zu erzählen.“ (Rüdiger Suchsland: Artechock[11])

- „eine Übung in unergründlichem Cool […] Über Die Farbe des Geldes und The Crying Game hat uns [Whitaker] die letzten 15 Jahre nun einige der lebendigsten Charakterrollen überhaupt beschert“ (J. Hoberman: The Village Voice[12])

## Auszeichnungen
Der Film nahm 1999 als Wettbewerbsbeitrag an den Internationalen Filmfestspielen von Cannes teil, Jim Jarmusch wurde für die Goldene Palme nominiert. Robby Müller war 1999 für einen Preis des Festivals Camerimage nominiert. Ghost Dog wurde im Jahr 2000 in der Kategorie Bester ausländischer Film für den César nominiert. Der Film erhielt 2001 zudem Nominierungen für den Independent Spirit Award und den Saturn Award.

## Wissenswertes
- Der Indianer vom Stamm der Cayuga, im Abspann „Nobody“ genannt, wird dargestellt von Gary Farmer, der schon „Nobody“ in Dead Man verkörperte.
- Der junge, von weißen Verbrechern bedrängte Ghost Dog wird von Damon Whitaker gespielt, dem jüngsten Bruder von Forest Whitaker.
- Yabu no naka: Die Substanz der Kurzgeschichte In a grove („Yabu no naka“) von Akutagawa Ryūnosuke, enthalten in seinem Buch Rashomon, findet ihre Entsprechung in den Rückblenden. Yabu no naka erzählt ein und dieselbe Geschichte aus sieben verschiedenen Perspektiven, wodurch sieben verschiedene Versionen der Geschehnisse entstehen. Auch die Szenen, in denen Louie den jungen Ghost Dog aus seiner lebensgefährlichen Lage befreit, werden unterschiedlich dargestellt, je nachdem, wer sich daran erinnert.
- Auch in dem Film 8 Blickwinkel, in dem Forest Whitaker ebenfalls eine Hauptrolle spielt, wird eine Geschichte aus verschiedenen Blickwinkeln erzählt.
- RZA, den Ghost Dog auf der Straße trifft, trug große Teile zum Soundtrack bei. Obwohl Ghost Dog und RZA sich wie Mitglieder eines Geheimbundes begrüßen, bleibt bis zum Abspann offen, ob RZA ebenfalls ein Samurai ist.
- Vom Wortklang her sind sich das französische „lui“ (deutsch: ihm/ihr) und der Name Louie sehr ähnlich. Dies führt dazu, dass sich Raymond und Ghost Dog am Ende des Films anscheinend zum ersten Mal wörtlich verstehen.
- Ray Vargo erwähnt, als er Louie über Ghost Dog ausfragt, dass ihn der Name Ghost Dog an Indianer erinnere. Er nennt einige Indianernamen, unter anderem Crazy Horse; so heißt auch Neil Youngs langjährige Band, über die Jim Jarmusch zwei Jahre zuvor den Film Year of the Horse gedreht hat.
- Ghost Dog kauft in einer Szene Vogelfutter in einem Geschäft namens Birdland. So hieß auch der berühmte New Yorker Jazzclub nach dem Saxophonisten Charlie Parker (Bird), den Forest Whitaker in dem Film Bird von 1988 spielte.
- Nach dieser Szene beobachtet Ghost Dog, wie ein junger Schwarzer auf einem Hinterhof einen alten Mann überfallen will. Der Mann scheint zwar gebrechlich, aber er kann den Jungen mit zwei Fußtritten in die Flucht schlagen. Er wird von Shi Yan Ming gespielt, dem ersten Shaolin-Kung-Fu-Mönch in den USA, der auch Kung Fu-Lehrer von RZA war.
- Tiere kommunizieren mit Ghost Dog, der sie jedoch nicht immer versteht. So sieht ihn etwa ein Staffordshire Bullterrier zwei Mal ruhig und lange an, und ein Singvogel setzt sich auf sein Zielfernrohr, als er gerade den Mob erschießen will. In einer Szene sieht er zwei Wilderer mit einem erlegten Bären und rächt diesen, indem er die Jäger erschießt. Eine Taube erscheint ihm bei der Lektüre des Hagakure und schließlich auch bei seinem Tod.

## Synchronisation
- Forest Whitaker: Ghost Dog
Deutsche Synchronstimme: Tobias Meister[13]
- Cliff Gorman: Sonny Valerio
Deutsche Synchronstimme: Lutz Riedel
- Henry Silva: Ray Vargo
Deutsche Synchronstimme: Christian Rode
- Richard Portnow: Handsome Frank
Deutsche Synchronstimme: Jan Spitzer
- Victor Argo: Vin
Deutsche Synchronstimme: Otto Mellies
- Gary Farmer: Cayuga
Deutsche Synchronstimme: Tilo Schmitz